# Tiempo solar medio
Se define el  tiempo solar medio como el tiempo medido sobre la referencia del día solar medio,  en el lapso existente entre el paso consecutivo del Sol medio por el meridiano superior del lugar, siendo un promedio del día solar verdadero, y se corresponde con el tiempo civil. Se trata fundamentalmente de un tiempo local, ya que depende de la observación del paso consecutivo del Sol medio por el meridiano de cada lugar. Este fenómeno hace ver que depende fundamentalmente de la longitud del lugar de observación (todos los sitios con la misma longitud, con independencia de la latitud en la que se encuentren, poseen el mismo tiempo solar medio). 
Un día solar medio equivale a 86,400 segundos, unidad que actualmente se define a partir de propiedades atómicas muy precisas, lo cual permite medir las diferencias con el día solar verdadero. Este tiempo no se mide directamente mediante ningún tipo de reloj sino que se obtiene indirectamente de la observación de otros tiempos: por ejemplo, el tiempo solar averiguado mediante la lectura en la escala de un cuadrante solar y calculado aritméticamente mediante la ecuación del tiempo. Las diferencias principales entre el Tiempo Solar Medio y el Tiempo Solar Aparente se deben a la inclinación de la eclíptica y a la excentricidad de la órbita.

## Relación entre tiempos

### Tiempo sidéreo y tiempo solar medio
Para establecer la relación existente entre un día solar medio y un día sidéreo se puede suponer que en un instante dado el punto Aries γ y el Sol medio (ambos puntos son imaginarios en astronomía) pasan simultáneamente por el meridiano del lugar (culminación). Al pasar el tiempo ambos puntos avanzarán en el sentido de las agujas del reloj aunque, siendo el Sol medio más lento, se retrasaría debido a su movimiento propio uniforme anual. De esta forma se tendría que al día siguiente el Sol medio llegaría al meridiano superior más tarde que el punto Aries, y cuando el Sol medio haya logrado llegar al meridiano, el punto Aries ya habrá descrito el arco A. De esta forma se puede definir el día solar medio como la composición de un día sidéreo más una fracción de día equivalente al aumento de la Ascensión Recta del Sol medio en un día solar medio (Δα).
{\displaystyle \Delta \alpha _{m}={\frac {24^{h}}{365,2422}}=3^{m}56^{s},55}
Por lo tanto, se puede decir que un día solar medio es igual a 24 horas más Δα que es la porción de ángulo diurno que se retrasa el sol medio al llegar sobre el meridiano.

### Tiempo civil y tiempo solar medio
En este caso el tiempo civil es el tiempo solar medio aumentado en 12 horas:
{\displaystyle t_{c}=H_{m}+12^{h}\,}

### Tiempo aparente y tiempo medio

La ecuación de tiempo.

A la diferencia entre el tiempo solar medio y el tiempo solar aparente en cada instante se la conoce como ecuación de tiempo.
La palabra ecuación se emplea en este contexto como una diferencia capaz de igualar lo que es distinto: en este caso, el tiempo solar medio y el aparente. Esta diferencia se incluye en forma de tabla junto con algunos relojes de sol para que pueda hacerse el cambio de la hora solar a la hora legal. 
El cambio de un tipo de sistema horario a hora oficial se hace mediante la siguiente fórmula
Hora oficial = hora solar verdadera (la que marca el reloj de sol) + ecuación de tiempo + (longitud del lugar * - longitud del meridiano central del huso *) x 4 (minutos) + (2 horas de abril a octubre o 1 el resto del año)

## La medida del tiempo en los planetas

### Marte
Siguiendo los datos comprobados por la misión Viking que amerizó en 1976, se considera que el tiempo solar medio de Marte es un lapso de 24 horas 39 minutos y 35.244 segundos del tiempo solar medio de la Tierra, y se puede ver que es un 3% más largo que un día solar sobre la Tierra.